# Super Bowl XVII
Der Super Bowl XVII war der 17. Super Bowl, das Endspiel der Saison 1982 der National Football League (NFL). Am 30. Januar 1983 standen sich die Miami Dolphins und die Washington Redskins im Rose Bowl Stadium in Pasadena, Kalifornien, gegenüber. Sieger waren die Washington Redskins bei einem Endstand von 27:17. Washingtons Runningback John Riggins, der 38 Mal für 166 Yards lief und einen Touchdown erzielte, wurde zum Super Bowl MVP gewählt.

## Hintergrund
Die Saison vor dem Super Bowl war aufgrund von Spielerstreiks von 16 auf neun Spiele verkürzt worden und ein spezielles Play-off-System wurde angewandt – die 8 besten Mannschaften der Conference konnten einziehen. Die Dolphins waren im Vornherein stark favorisiert, da sie die von den Statistiken her beste Defense hatten und in ihren letzten zwei Spielen je fünf Interceptions fangen konnten. Super Bowl XVII war der erste Super Bowl der außerhalb Nordamerikas gezeigt wurde, der englische Sender Channel 4 übertrug ihn.

## Spielverlauf
In der ersten Spielhälfte konnten die Dolphins mit einem 76-Yard-Pass einen Touchdown erreichen, gefolgt von einem Field Goal und einem weiteren Touchdown, welche die Redskins mit gleichem erwiderten, weshalb es zur Halbzeit 17:10 für die Dolphins stand. Danach folgten nur noch Punkte auf Seiten der Redskins, ein Field Goal im dritten und zwei Touchdowns im vierten und letzten Viertel, was den Endstand von 27:17 hervorrief.

## Schiedsrichter
Hauptschiedsrichter des Spiels war Jerry Markbreit. Er wurde unterstützt vom Umpire Art Demmas, Head Linesman Dale Hamer, Line Judge Bill Reynolds, Field Judge Don Orr, Back Judge Dick Hantak und Side Judge Dave Parry.